# Kokoppia dendricola
Kokoppia dendricola är en kvalsterart som först beskrevs av Jeleva och Vu 1987.  Kokoppia dendricola ingår i släktet Kokoppia och familjen Oppiidae. Inga underarter finns listade i Catalogue of Life.